# Alija Šiljak
Alija Šiljak (Goražde, 1947. – Zagreb, 3. prosinca 2015.), bio je pravaš i general-pukovnik HOS-a.

## Životopis
Alija Šiljak rođen je u Goraždu 1947. godine.
U veljači, 1991. godine, na Općem saboru Hrvatske stranke prava (HSP) izabran je za člana predsjedništva, a ubrzo nakon toga, predsjedništvo Stranke postavlja ga za njenoga glavnoga koordinatora za Istočnu Bosnu.
Kako se sve odvijalo pred početak agresije na Hrvatsku, a kasnije i na Bosnu i Hercegovinu, Šiljak je, s članovima užega vodstva Stranke - Dobroslavom Paragom i Antom Paradžikom - počeo raditi na organiziranju dragovoljaca HSP-a (Hrvatske obrambene snage, u narodu poznatije kao HOS), te pripremama za njihovo uključivanje u postrojbe Hrvatske vojske, koja je tek nastajala.
S Paragom, Paradžikom i još nekim članovima vodstva HSP-a, ustrojava kampove za obuku dragovoljaca. U nekima od tih kampova obavlja funkciju zapovjednika i časnika za vezu.
Kroz istupe na javnim političkim skupovima, te u ondašnjim hrvatskim i bosanskohercegovačkim medijima, među Bošnjacima i Hrvatima snažno promiče potrebu što hitnijega organiziranja za obranu od prijeteće agresije, koja je već bila uzdrmala Sloveniju i ozbiljno počela ugrožavati Hrvatsku.
Bilo mu je jasno da je na redu Bosna i Hercegovina, pa je u Istočnoj Bosni (Foča i Goražde) organizirao nekoliko skupina dragovoljaca, sastavljenih od članova i simpatizera Hrvatske stranke prava, od kojih su neki obučavani i u spomenutim kampovima za obuku HOS-a.
Krajem prosinca 1991. godine stavlja se na raspolaganje Ministarstvu Obrane RH (MORH), gdje ostaje do kraja rata (rujan 1995.), kada je razvojačen i umirovljen.
Kako u BiH, tako i u RH, Alija Šiljak bit će zapamćen kao jedan od poznatijih organizatora otpora velikosrpskoj agresiji i jedan od najvatrenijih zagovornika hrvatsko-bošnjačkog saveza - političkog, ekonomskog i vojnog.
Umro je 3. prosinca 2015. godine u Zagrebu, a pokopan je 5. prosinca 2015. godine u Goraždu.

## Poveznice
- Hrvatska stranka prava
- Hrvatske obrambene snage
- Dobroslav Paraga
- Krešimir Pavelić

## Vanjske poveznice
- Tko je tko u HOS-u  Arhivirana inačica izvorne stranice od 2. travnja 2015. (Wayback Machine) Alija Šiljak
- Povijest HOS-a  Arhivirana inačica izvorne stranice od 23. veljače 2015. (Wayback Machine)
- Alija Šiljak  Arhivirana inačica izvorne stranice od 2. travnja 2015. (Wayback Machine)